# Indotipula gupta
Indotipula gupta är en tvåvingeart som först beskrevs av Alexander 1961.  Indotipula gupta ingår i släktet Indotipula och familjen storharkrankar. Inga underarter finns listade i Catalogue of Life.